# Missões diplomáticas do Sudão

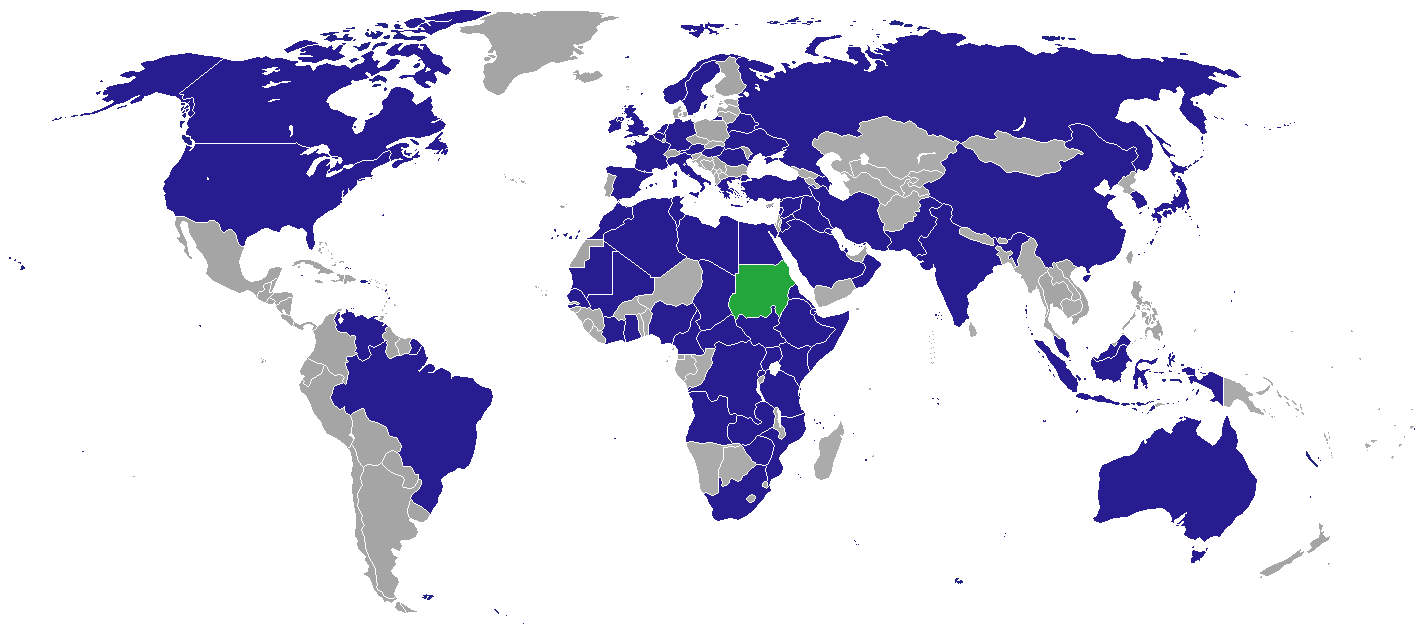
Mapa das missões diplomáticas do Sudão

Abaixo estão citadas as embaixadas e consulados do Sudão.

## Europa

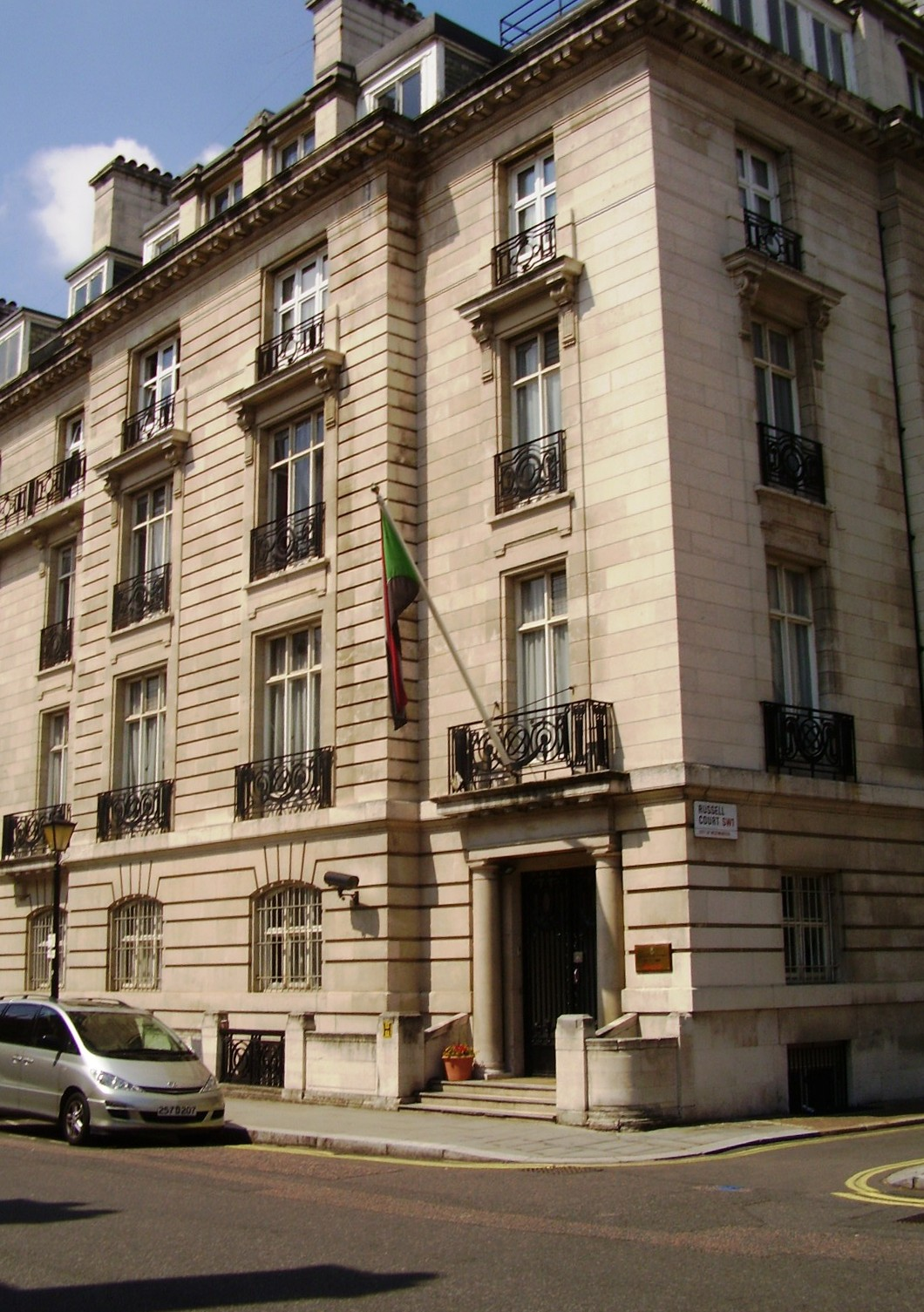
Embaixada do Sudão em Londres, Reino Unido.

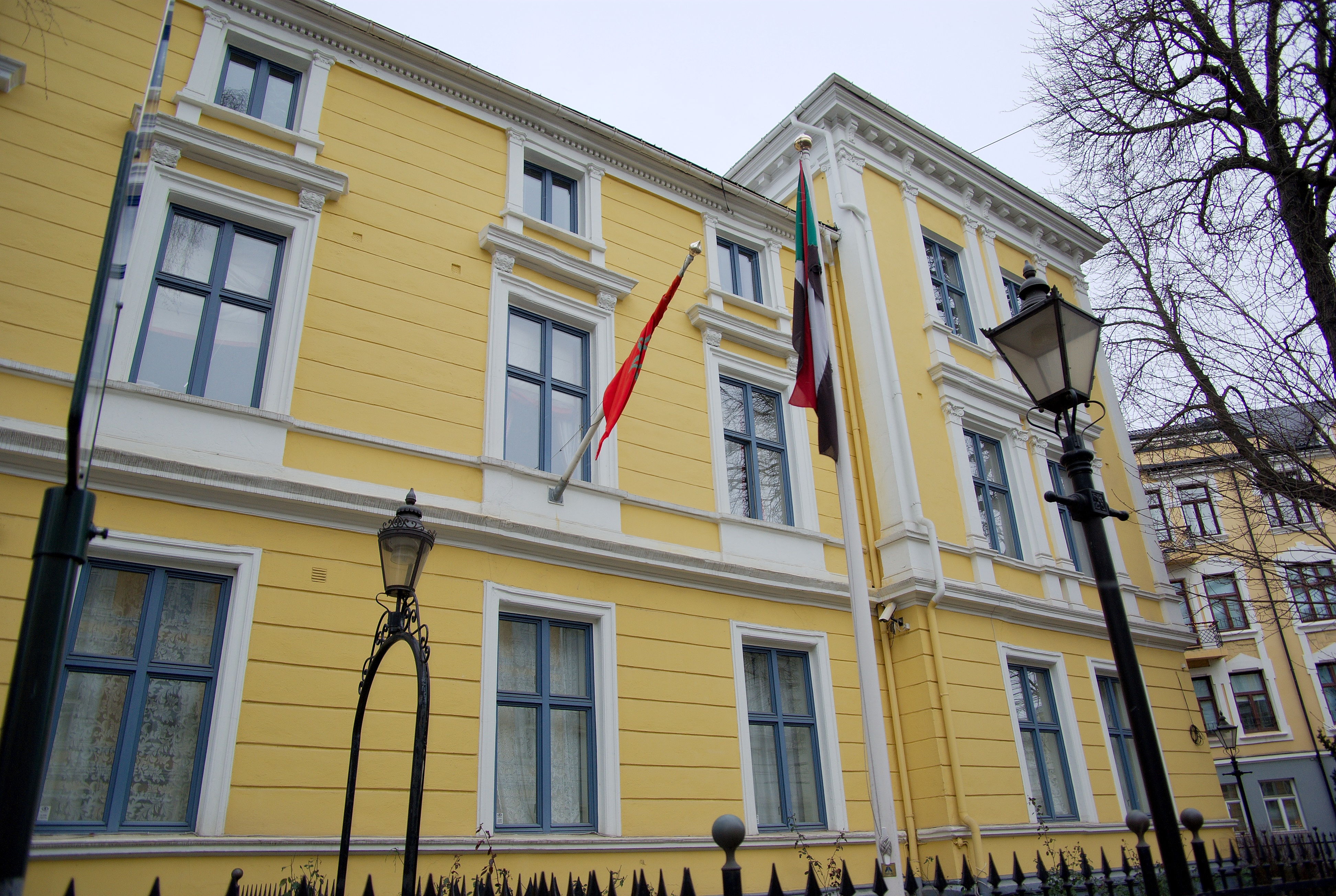
Embaixada do Sudão em Oslo, Noruega.

- Alemanha
  - Berlim (Embaixada)
- Áustria
  - Viena (Embaixada)
- Azerbaijão
  - Baku (Embaixada)
- Bélgica
  - Bruxelas (Embaixada)
- Bulgária
  - Sófia (Embaixada)
- França
  - Paris (Embaixada)
- Itália
  - Roma (Embaixada)
- Países Baixos
  - Haia (Embaixada)
- Noruega
  - Oslo (Embaixada)
- Chéquia
  - Praga (Embaixada)
- Roménia
  - Bucareste (Embaixada)
- Rússia
  - Moscou (Embaixada)
- Suécia
  - Estocolmo (Embaixada)
- Reino Unido
  - Londres (Embaixada)

## América

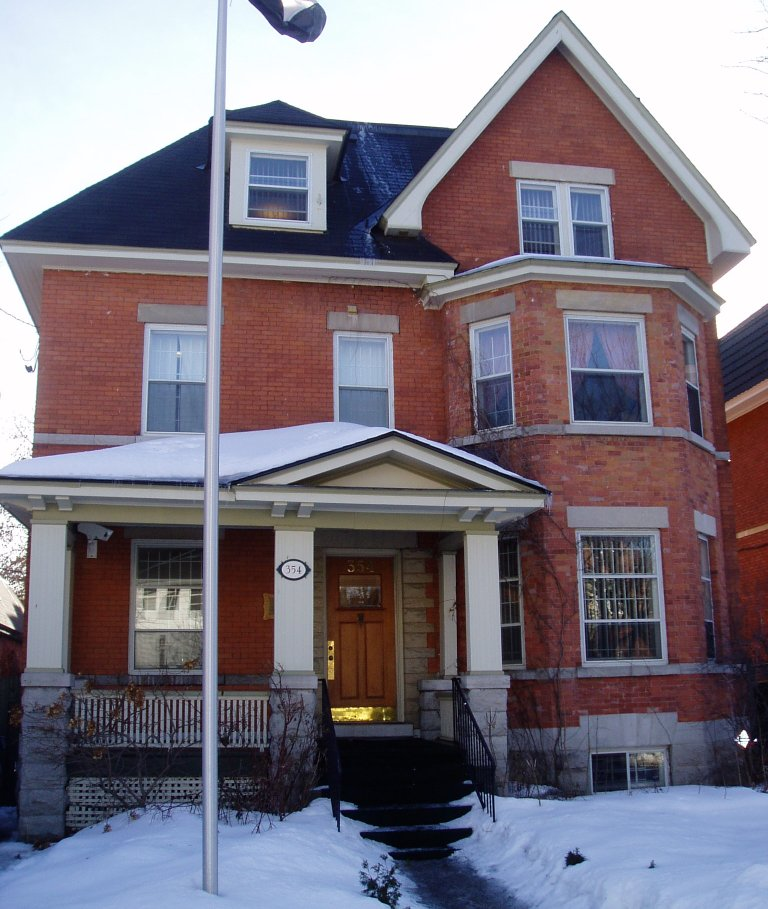
Embaixada do Sudão em Ottawa, Canadá.

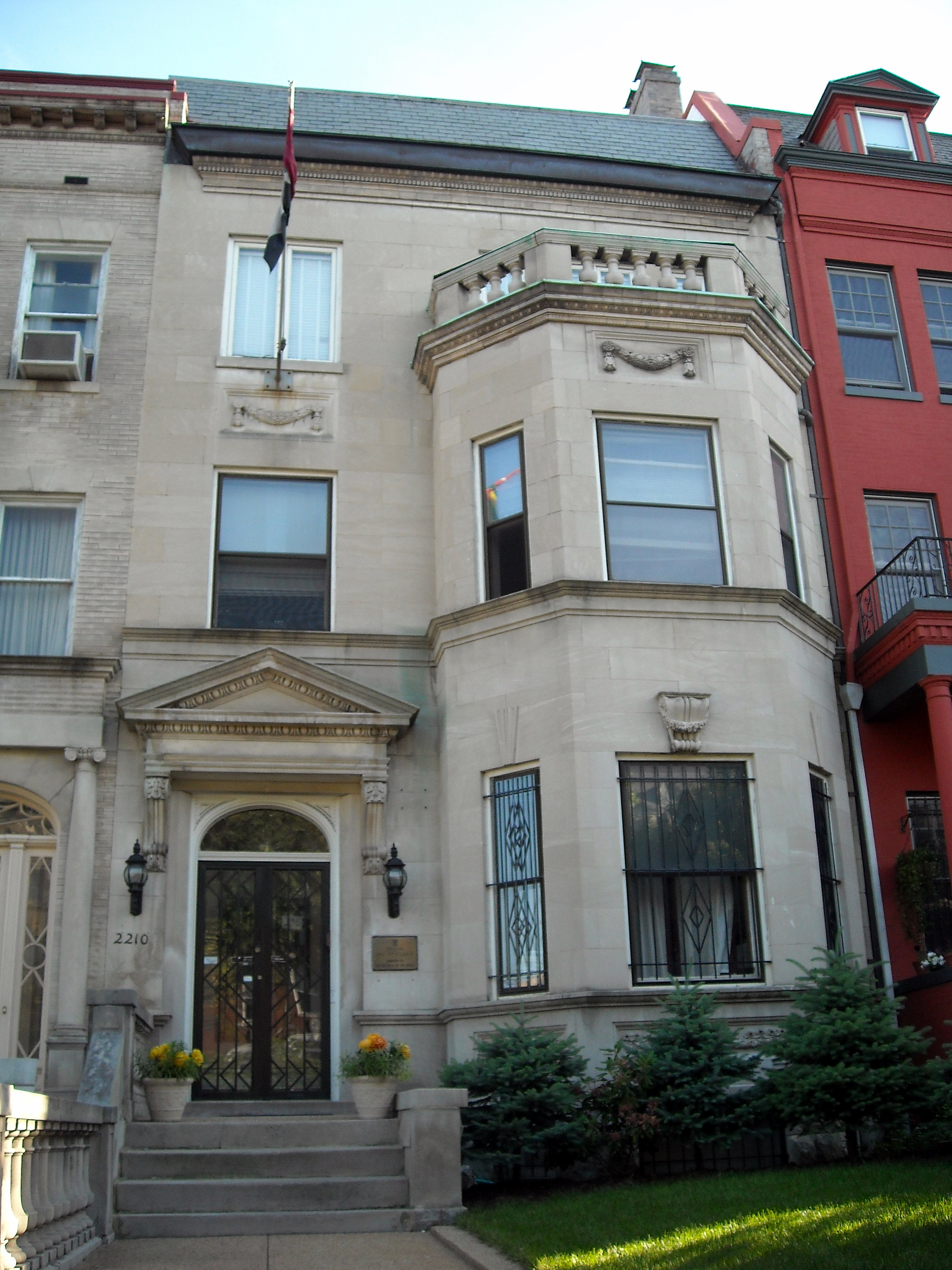
Embaixada do Sudão em Washington DC, EUA.

- Brasil
  - Brasília (Embaixada)
- Canadá
  - Ottawa (Embaixada)
- Estados Unidos
  - Washington, D.C. (Embaixada)

## Oriente Médio
- Arábia Saudita
  - Riad (Embaixada)
  - Jedda (Consulado-geral)
- Emirados Árabes Unidos
  - Abu Dhabi (Embaixada)
- Irão
  - Teerã (Embaixada)
- Iraque
  - Bagdá (Embaixada)
- Jordânia
  - Amã (Embaixada)
- Kuwait
  - Cidade do Kuwait (Embaixada)
- Líbano
  - Beirute (Embaixada)
- Omã
  - Mascate (Embaixada)
- Catar
  - Doha (Embaixada)
- Síria
  - Damasco (Embaixada)
- Turquia
  - Ankara (Embaixada)
- Iêmen
  - Sana (Embaixada)

## África
- África do Sul
  - Pretória (Embaixada)
- Argélia
  - Argel (Embaixada)
- Chade
  - N'Djamena (Embaixada)
- Djibuti
  - Djibouti (Embaixada)
- Egito
  - Cairo (Embaixada)
- Eritreia
  - Asmara (Embaixada)
- Etiópia
  - Adis-Abeba (Embaixada)
- Líbia
  - Trípoli (Embaixada)
- Marrocos
  - Rabat (Embaixada)
- Nigéria
  - Lagos (Embaixada)
- Quênia
  - Nairóbi (Embaixada)
- República Democrática do Congo
  - Kinshasa (Embaixada)
- República Centro-Africana
  - Bangui (Embaixada)
- Senegal
  - Dakar (Embaixada)
- Somália
  - Mogadíscio (Embaixada)
- Tanzânia
  - Dar es Salaam (Embaixada)
- Tunísia
  - Túnis (Embaixada)
- Uganda
  - Kampala (Embaixada)
- Zâmbia
  - Lusaka (Embaixada)
- Zimbabwe
  - Harare (Embaixada)

## Ásia
- China
  - Pequim (Embaixada)
- Índia
  - Nova Délhi (Embaixada)
- Indonésia
  - Jacarta (Embaixada)
- Japão
  - Tóquio (Embaixada)
- Coreia do Sul
  - Seul (Embaixada)
- Malásia
  - Kuala Lumpur (Embaixada)
- Paquistão
  - Islamabad (Embaixada)
- Tailândia
  - Bangkok (Embaixada)

## Organizações multilaterais
- Adis-Abeba (Missão permanente do Sudão ante a União Africana)
- Bruxelas (Missão ante a União Europeia)
- Genebra (Missão permanente do Sudão ante as Nações Unidas e outras organizações internacionais)
- Nova Iorque (Missão permanente do Sudão ante as Nações Unidas)
- Nairóbi (Missão permanente do Sudão ante as Nações Unidas e outras organizações internacionais)
- Paris (Missão permanente ante a UNESCO)
- Viena (Missão permanente do Sudão ante as Nações Unidas)